# Daisuke Tonoike
Daisuke Tonoike (外池 大亮 Tonoike Daisuke?), född 29 januari 1975 i Kanagawa prefektur, är en japansk före detta fotbollsspelare.
Tonoike började sin karriär 1997 i Bellmare Hiratsuka (Shonan Bellmare). Efter Bellmare Hiratsuka spelade han för Yokohama F. Marinos, Omiya Ardija, Ventforet Kofu, Sanfrecce Hiroshima och Montedio Yamagata. Han gick tillbaka till Shonan Bellmare 2006. Han avslutade karriären 2007.